# روز بعد (فیلم ۱۹۸۳)
روز بعد (انگلیسی: The Day After)، فیلمی تلویزیونی به کارگردانی نیکولاس مایر است که از شبکه ای‌بی‌سی پخش شده است. این فیلم پربیننده‌ترین فیلم تلویزیونی تمام دوران از این شبکه بود که در ۲۰ نوامبر ۱۹۸۳ برای حدود ۱۰۰ میلیون تماشاگر نمایش داده شد. در این فیلم، آمریکا پس از جنگ هسته‌ای با اتحاد جماهیر شوروی سوسیالیستی به تصویر کشیده می‌شود. این فیلم در زمان اکران به دلیل ماهیت گرافیکی و موضوع، مورد بحث‌های بسیاری قرار گرفت.

## بازیگران
- جیسون روباردز
- جوبت ویلیامز
- استیو گوتنبرگ
- جان کالم
- جان لیسگو
- ایمی مدیگان